# زيزب
زيزب (الاسم العلمي Perameles)، جنس حيوانات جاسة من فصيلة الزيزبيات ورتبة الجرابيات. أنواعه سبعة منها أربع منقرضة وثلاث حية موطنها بلاد أستراليا. أجسامها ربعة تطول من 40 إلى 60 سم. بما فيه الذنب. رؤوسها اسفينية الشكل، مستدقة المقاطم الذلقة. أذنابها كاسية تطول من 10 إلى 16 سم. قوتها الديدان والحشرات المختلفة والعساقل.
الأنواع الحية:
- Western barred bandicoot (P. bougainville)
- Eastern barred bandicoot (P. gunnii)
- Long-nosed bandicoot (P. nasuta)

الأنواع المنقرضة:
- †P. allinghamensis[4]
- †P. bowensis[5]
- †P. sobbei[6][7]
- †P. papillon[8]